# Mont Daiichi-Kashima
Le mont Daiichi-Kashima (第1鹿島海山) est un mont sous-marin situé dans l'océan Pacifique, à environ 150 kilomètres de kilomètres au large des côtes orientales du Japon,. Il s'élève à 3 540 mètres sous le niveau de la mer, à l'est de la plaine du Kantō. Porté par la plaque pacifique, il est en cours de subduction depuis 100 000 ans sous la plaque d'Okhotsk au nord du point triple de Boso,.
Dans un article publié en décembre 2023, des chercheurs remettent en question l'hypothèse que la subduction des plaques ne serait pas gênée par les des monts sous-marins, n'engendrant alors pas de séismes plus puissants que d'autres,. Ainsi, ils suggèrent au contraire que ces montagnes, agissant comme des « aspérités », pourraient être à l'origine de séismes dits « de blocage » plus puissants que dans le cas de régions dépourvues de tels reliefs,. Le mont Daiichi-Kashima pourrait ainsi être à l'origine de la forte intensité des séismes de magnitude supérieure à 7 de 1982, 2008 et 2011 dans la région.

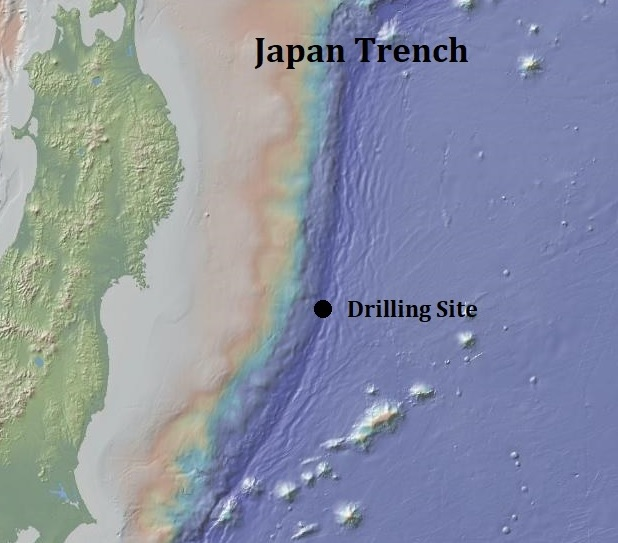
Carte bathymétrique et topographique de la partie centrale de la fosse du Japon avec Honshū à l'ouest et la localisation d'un site de forage au centre. Le mont Daiichi-Kashima est situé au sud, en bordure de la fosse.

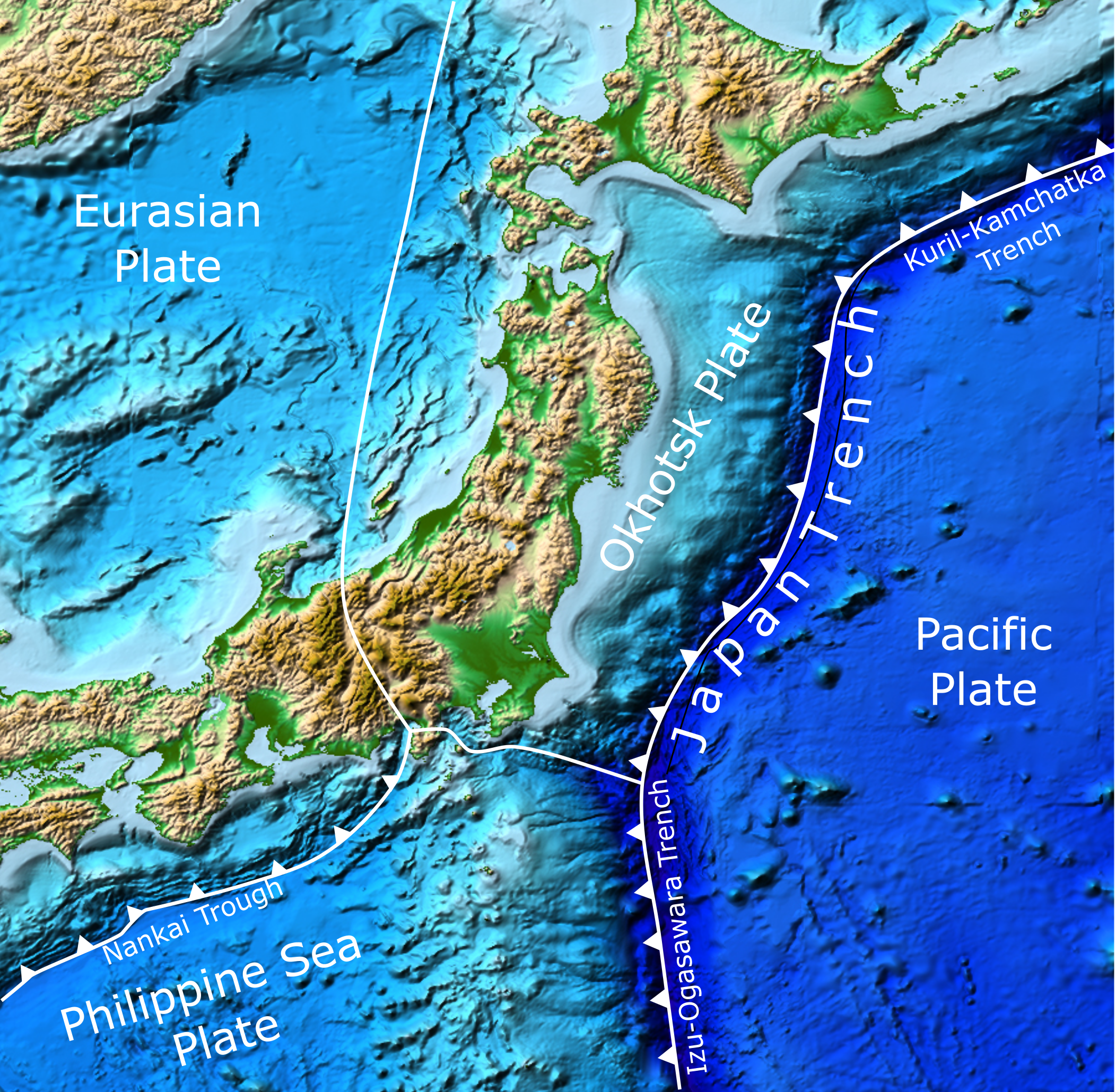
Carte bathymétrique et topographique annotée de l'océan Pacifique à l'est du Japon montrant la situation tectonique au contact de plusieurs plaques dont la fosse du Japon.